# José Gutiérrez (Rennfahrer)

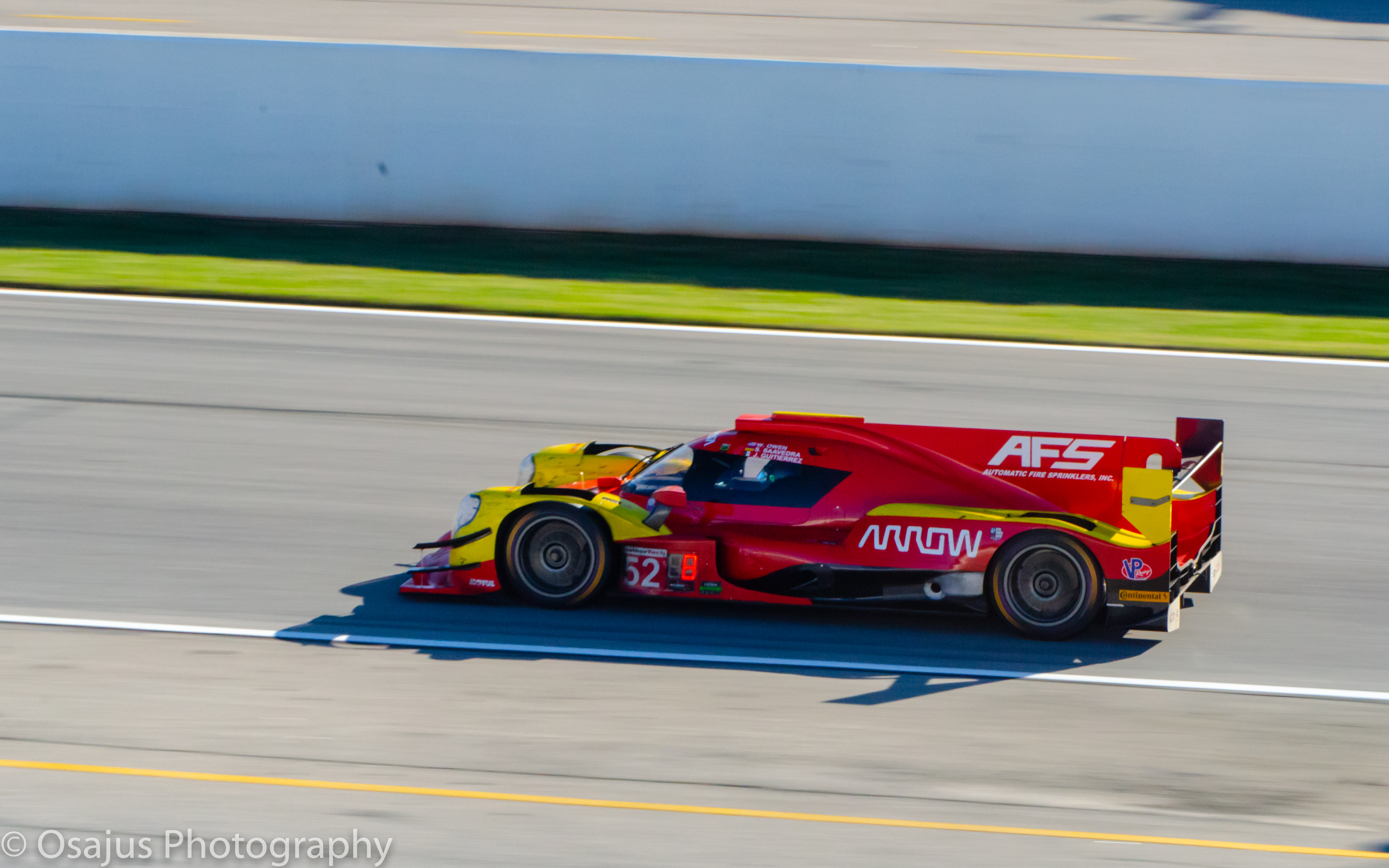
Der Oreca 07 von Sebastián Saavedra, Will Owen und José Gutiérrez beim Petit Le Mans 2018

José Gutiérrez (* 28. Mai 1996 in Monterrey) ist ein ehemaliger mexikanischer Autorennfahrer.

## Karriere als Rennfahrer
José Gutiérrez war zwischen 2013 und 2018 als Rennfahrer aktiv. Nach Anfängen im Kartsport und dem Beginn in einer mexikanischen Monoposto-Nachwuchsserie fuhr er ab 2013 in der Pro Mazda Championship, wo er 2015 mit dem achten Endrang sein bestes Jahresergebnis erreichte.
2016 folgte der Wechsel in den Sportwagensport mit Teilnahmen an der FIA-Langstrecken-Weltmeisterschaft und an der IMSA WeatherTech SportsCar Championship. Bis zum Ende seiner Karriere 2018 fuhr er 21 Meisterschaftsläufe, bei denen ihm ein Klassensieg gelang. Bestes Einzelergebnis war der vierte Gesamtrang beim 6-Stunden-Rennen von Watkins Glen 2017, gemeinsam mit Olivier Pla im Ligier JS P217. Zweimal bestritt er das 24-Stunden-Rennen von Le Mans, wo der 2017 mit dem 39. Rang sein bestes Ergebnis im Schlussklassement erreichte.

## Statistik

### Le-Mans-Ergebnisse
| Jahr | Team           | Fahrzeug | Teamkollege  | Teamkollege   | Platzierung | Ausfallgrund |
| ---- | -------------- | -------- | ------------ | ------------- | ----------- | ------------ |
| 2017 | G-Drive Racing | Oreca 07 | Ryō Hirakawa | Memo Rojas    | Rang 39     |              |
| 2018 | G-Drive Racing | Oreca 07 | James Allen  | Enzo Guibbert | Ausfall     | Unfall       |

### Sebring-Ergebnisse
| Jahr | Team                      | Fahrzeug       | Teamkollege      | Teamkollege | Platzierung | Ausfallgrund |
| ---- | ------------------------- | -------------- | ---------------- | ----------- | ----------- | ------------ |
| 2016 | PR1 Mathiasen Motorsports | Oreca FLM09    | Tom Kimber-Smith | Robert Alon | Rang 9      |              |
| 2017 | PR1 Mathiasen Motorsports | Ligier JS P217 | Tom Kimber-Smith | Mike Guasch | Ausfall     | Defekt       |